# Мухоловка північна
Мухоло́вка північна (Ficedula albicilla) — вид горобцеподібних птахів родини мухоловкових (Muscicapidae). Мешкає в Азії. Раніше вважався конспецифічним з малою мухоловкою, однак був визнаний окремим видом.

## Опис

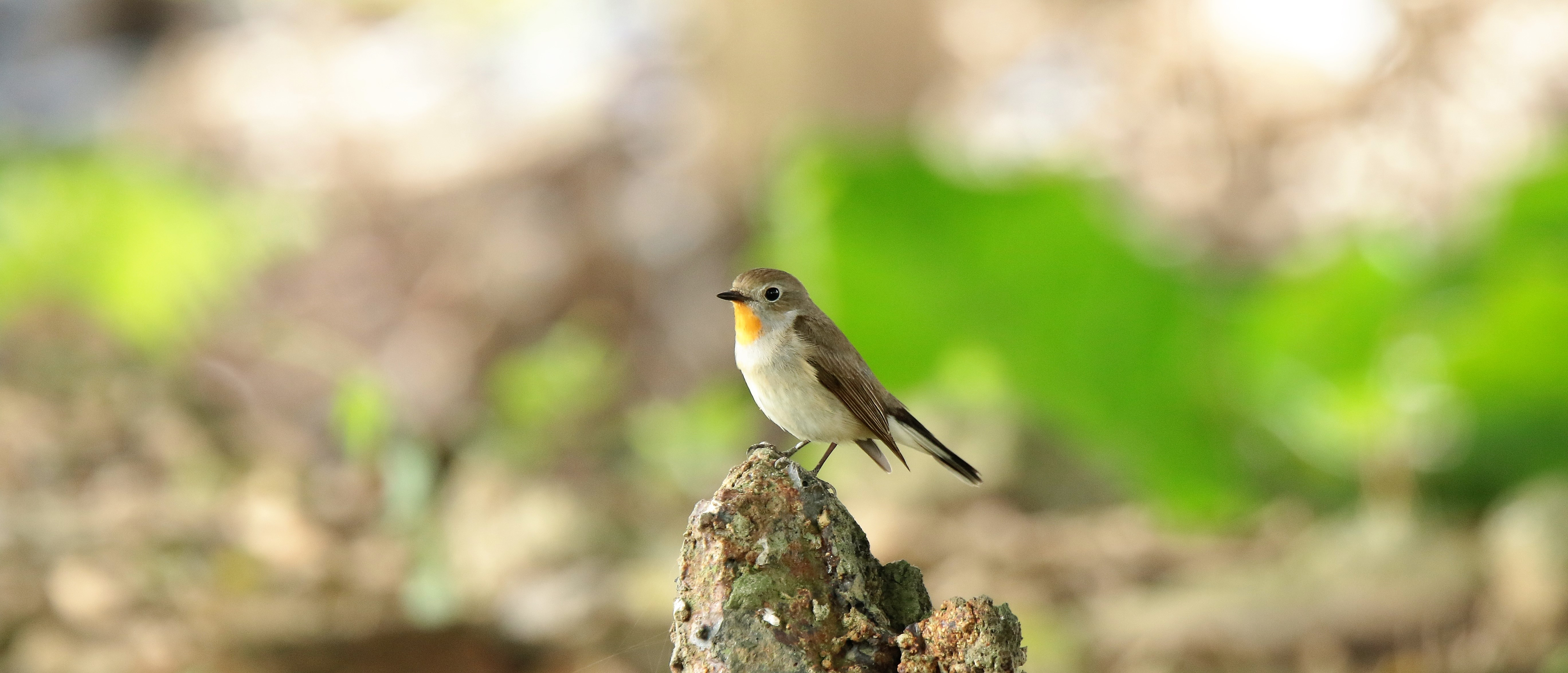
Самець північної мухоловки

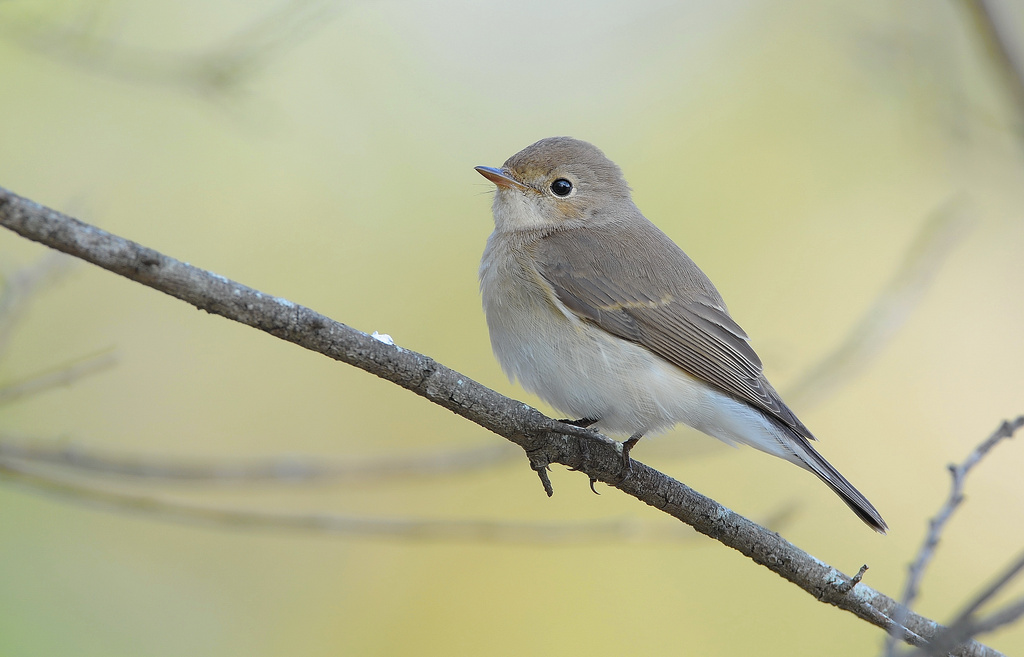
Самиця північної мухоловки

Довжина птаха становить 11-12,5 см, вага 8-14 г. Верхня частина тіла переважно оливково-коричнева, нижня частина тіла біла. Хвіст чорнуватий з білими краями, покривні пера крил чорні. У самців під час сезону розмноження на горлі руда пляма, окаймлене сірою смугою, у самиць горло біле.

## Поширення і екологія
Північні мухоловки гніздяться від Уралу до Камчатки і на південь до Монголії і північно-східного Китая. Взимку вони мігрують до Південної і Південно-Східної Азії, де зимують від центральної Індії до південно-східного Китая і північної Малайзії. Північні мухоловки живуть в тайзі, хвойних і мішаних лісах. Зимують в рідколіссях, парках і садах, на лісових узліссях і галявинах. Живляться комахами та іншими дрібними безхребетними. Сезон розмноження триває з середини серпня по серпень. За 3-5 днів самиця будує чашоподібне гніздо з моху, сухої трави, листя, корінців і шерсті. Воно розміщується в дуплі або шпаківні. В кладці від 4 до 7 яєць, інкубаційний період триває 12-25 днів, пташенята покидають гніздо через 11-15 днів після вилуплення. За пташенятами доглядають і самиці, і самці.